# Ильинское сельское поселение (Новопокровский район)
Ильинское сельское поселение — муниципальное образование в составе Новопокровского района Краснодарского края России.
В рамках административно-территориального устройства Краснодарского края ему соответствует Ильинский сельский округ.
В состав поселения входит один населённый пункт — станица Ильинская.

## Население
| 2002  | 2010  | 2012  | 2013  | 2014  | 2015  | 2016  |
| ----- | ----- | ----- | ----- | ----- | ----- | ----- |
| 4848  | ↘4193 | ↘4163 | ↘4125 | ↘4064 | ↘4041 | ↘4010 |
| 2017  | 2018  | 2019  | 2020  | 2021  | 2023  |       |
| ↘3948 | ↘3915 | ↘3876 | ↘3848 | ↗3945 | ↘3899 |       |